# Skorcite
Skorcite (bułg. Скорците) – wieś w środkowej Bułgarii, w obwodzie Gabrowo, w gminie Trjawna. Miejscowość jest niezamieszkana.

## Zabytki
Do rejestru zabytków zalicza się cerkiew, który zilustrował malarz Zachari Zograf. Cerkiew wielokrotnie była okradziona, budynek jest uszkodzony, a przede wszystkim wymaga remontu dachu i odnowienia istniejących fresków i wyposażenia wnętrza.

## Freski w cerkwi

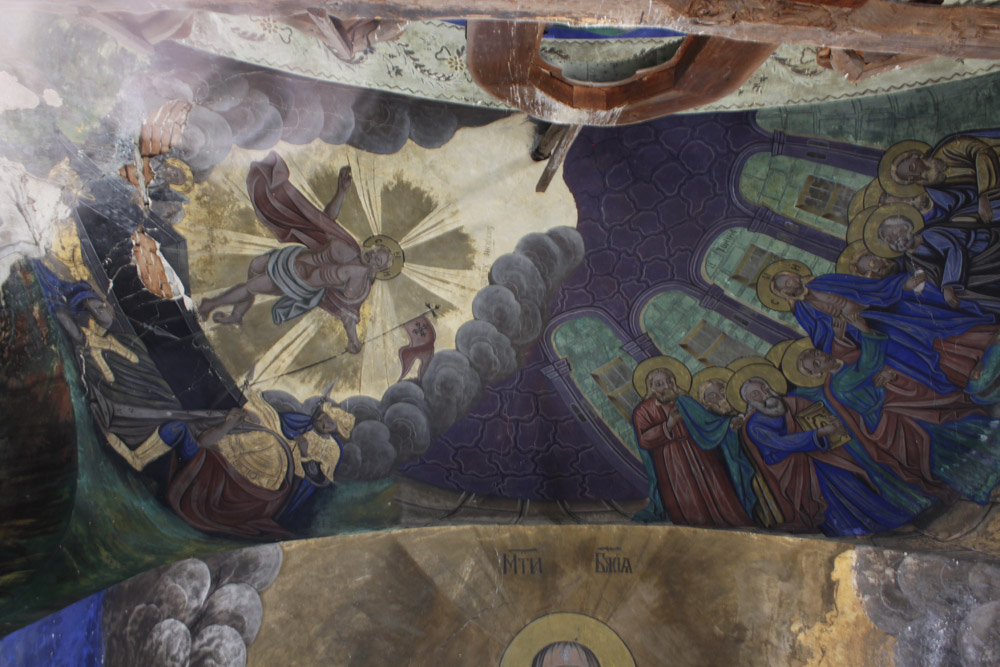
Ambona
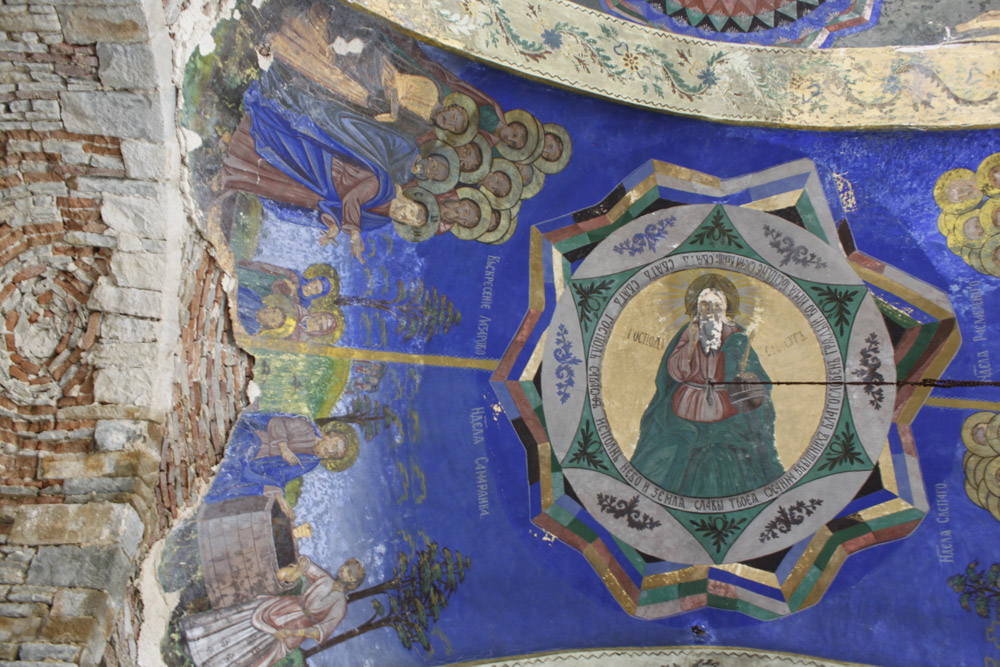
Kopuła
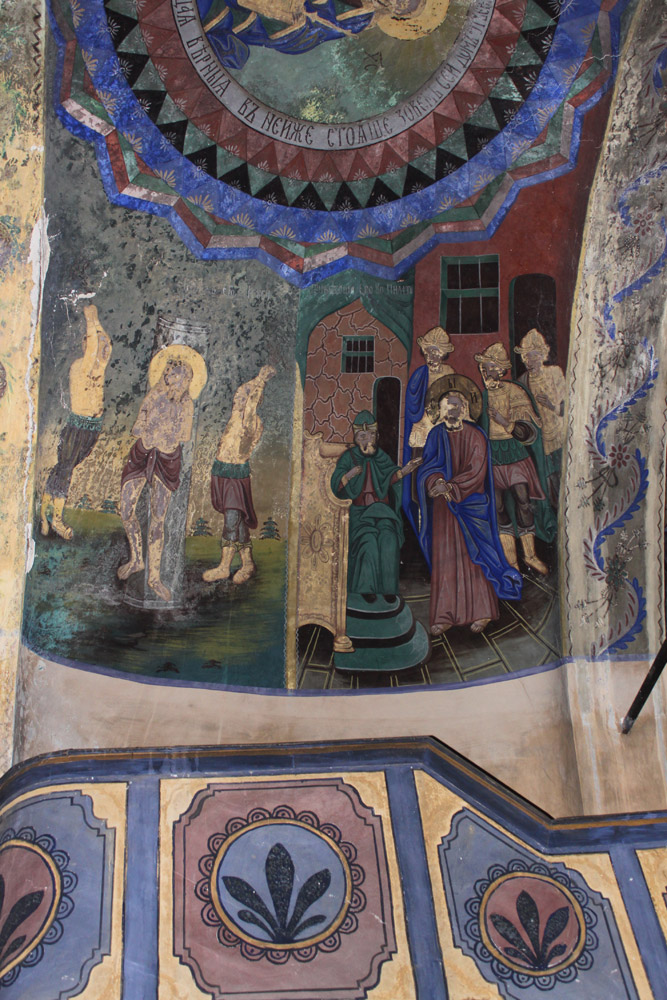
Ścianopis